# Els europeus
Els europeus (originalment en castellà, Los europeos) és una pel·lícula espanyola de comèdia romàntica del 2020 dirigida per Víctor García León i protagonitzada per Raúl Arévalo i Juan Diego Botto. El seu guió es basa en la novel·la homònima de Rafael Azcona. Ha estat nominada a tres premis Goya i a quatre Premis Feroz. S'ha doblat al català per TV3.

## Sinopsi
Espanya, finals de la dècada de 1950. Antonio, un senyoret bandarra fill del seu cap, i Miguel, un sofert empleat queixós, humil i amb culpa de classe, són dos amics que ronden la trentena marcats per la seva diferència social. Decideixen marxar a Eivissa, atrets pel mite sexual de les turistes estrangeres. Allí coneixen Odette, de la que Miguel en quedarà fascinat. Tanmateix, res a l'illa era com ells pensaven.

## Repartiment
- Raúl Arévalo - Miguel Alonso
- Juan Diego Botto - Antonio
- Stéphane Caillard - Odette
- Carolina Lapausa - Vicen
- Dritan Biba - Dimitri
- Boris Ruiz - Matín Ojeda

## Estrena
Fou estrenada als cinemes el 20 de novembre de 2020, després de participar en la secció oficial del 23è Festival de Màlaga. El seu pressupost era de 2,7 milions d'euros i va rebre 1 milió d'euros d'ajudes de l'ICAA.

## Nominacions i premis
| Premi        | Categoria                    | Nominada                                   | Resultat  |
| ------------ | ---------------------------- | ------------------------------------------ | --------- |
| Premis Goya  | Millor guió adaptat          | Bernardo Sánchez i Marta Libertad Castillo | Nominats  |
| Premis Goya  | Millor actor secundari       | Juan Diego Botto                           | Nominat   |
| Premis Goya  | Millor disseny de vestuari   | Lena Mossum                                | Nominada  |
| Premis Feroz | Millor pel·lícula de comèdia | Millor pel·lícula de comèdia               | Nominat   |
| Premis Feroz | Millor pòster de pel·lícula  | Millor pòster de pel·lícula                | Nominat   |
| Premis Feroz | Millor actor                 | Raúl Arévalo                               | Nominat   |
| Premis Feroz | Millor actor secundari       | Juan Diego Botto                           | Guanyador |

## Crítiques
| «                             | "Encara que bellament trista en la seva hipocresia, potser li falta alguna cosa per a arrabassar, per a ser percebuda com a vigent i no com a evocadora." | » |
| — Javier Ocaña: Diari El País | |   |

| «                        | "García León dona de costat el seu aspecte més tòpicament azconià per a quedar-se amb la peripècia sentimental i sòrdida que articula la segona part del llibre (…) Puntuació: ★★★½ (sobre 5)" | » |
| — Yago García: Cinemanía | |   |